# Championnats du monde de beach-volley 2005
Navigation
Rio de Janeiro 2003 Gstaad 2007
Les championnats du monde de beach-volley 2005, cinquième édition des championnats du monde de beach-volley, ont lieu du 21 au 26 juin 2005 à Berlin, en Allemagne. Ils sont remportés par la paire brésilienne constituée de Márcio Araújo et Fábio Luiz Magalhães chez les hommes et par la paire américaine formée par Misty May-Treanor et Kerri Walsh chez les femmes.